# Irapuã
Irapuã is een gemeente in de Braziliaanse deelstaat São Paulo. De gemeente telt 6.978 inwoners (schatting 2009).

## Aangrenzende gemeenten
De gemeente grenst aan Mendonça, Novo Horizonte, Potirendaba, Sales en Urupês.